# Definição
Uma definição é um enunciado que explica o significado de um termo (uma palavra, frase ou um conjunto de símbolos). O termo a ser definido é chamado definiendum. O termo pode ter muitos sentidos diferentes. Para cada sentido ou significado, um definiens pode ser estabelecido através de uma série de palavras que definem o termo (ou esclarece a intenção do falante). Por exemplo: para bem definir o que é vegan, ao definiendum (a palavra "vegan" em si mesma) deve ser dado um definiens (na verdade, no caso dessa palavra em particular, serão pelo menos dois definiens: (1) "uma pessoa que em sua forma de viver é contra, na medida do praticável, todas as formas de exploração e de crueldade contra animais(veganismo)" e (2) "alguém de Vega, uma cidade pertencente à Noruega").
Uma definição pode variar em precisão e popularidade. A palavra "vegan", por exemplo, raramente quer dizer "alguém de Vega, na Noruega". Há também diferentes tipos de definição, visando propósitos distintos (definição intencional, extensional, descritiva, estipulativa, etc.).
Como uma definição usa palavras para definir ou esclarecer uma palavra, uma dificuldade comum nessa prática é ter de escolher termos cuja compreensão seja mais acessível que a daquele que se quer definir. Se os termos usados para definir uma palavra carecerem eles mesmos de esclarecimento, a definição proposta não terá utilidade alguma.
Definições de dicionário geralmente contêm detalhes adicionais sobre a palavra, como a etimologia, a língua de origem e os sentidos já obsoletos.

## Considerações básicas
Em linguagens formais a partir do pensamento de Reinhart Koselleck, como a lógica e a matemática, uma definição estipulativa guia uma discussão específica e só é rejeitada se contiver uma contradição lógica explícita ou implícita. Esse tipo de definição pode ser temporária, usada enquanto servir bem para seu propósito de trabalho. Por outro lado, uma definição descritiva pode ser julgada como certa ou errada, conforme se adeque ou não ao uso ordinário da palavra definida (por exemplo, uma definição de "lama" pode ser "água misturada com terra", mas não pode ser "água quente com macarrão").
Há ainda um tipo de definição chamado "precising definition", que estende a definição de dicionário (chamada de "definição lexical") de um termo incluindo um critério ou elemento adicional, de modo a restringir o conjunto de coisas às quais a definição faz referência.

## Intensão e Extensão
Tradicionalmente, intenção (com "s", diferente de intenção, com "c") diz respeito ao significado de um termo, algo que determina os objetos os quais o termo designa. A extensão, por outro lado, diz respeito aos objetos designados por um termo. Uma definição intensional, também chamada de definição coativa [coactive], especifica as condições necessárias e suficientes para algo ser de um conjunto específico. Qualquer definição que tente estabelecer a essência de algo, tal como a definição por gênero próximo e diferença específica, é uma definição intensional. Ao contrário, uma definição extensional, também chamada de definição denotativa, de um termo ou conceito especifica sua extensão, isto é, traz uma lista de objetos que são membros de um conjunto específico.
Vejamos dois exemplos: os "sete pecados capitais" podem ser definidos intensionalmente como aqueles destacados pelo Papa Gregório I como sendo particularmente destrutivos para uma vida de graça e caridade almejada por uma pessoa, ameaçando-a, assim, à danação eterna. Uma definição extensional dos "sete pecados capitais" também seria possível, enumerando cada um dos sete. Em contraste, enquanto uma definição intensional de "Primeiro-ministro" pode ser "o ministro de posição mais elevada dentro do poder executivo no sistema parlamentarista", uma definição extensional não é possível, já que os primeiros-ministros futuros são, a princípio, desconhecidos.
Willard van Orman Quine, num artigo famoso de 1951 chamado Two Dogmas of Empiricism, criticou a noção de intenção ou significado, apresentando dificuldades à comparação de intensões e, consequentemente, à avaliação sobre se uma intenção é ou não igual a outra. Enquanto é fácil dizer se a extensão de dois conceitos é a mesma, não é fácil identificar quando seus significados são os mesmos — a não ser contextualmente. Dois termos podem ter extensões idênticas (por exemplo, "criaturas com coração" e "criaturas com rins"), mas significados diferentes. Para Quine, não há entidade sem identidade e, como não há critério de identidade para intensões, então intensões ou significados são entidades abstratas desnecessárias e confusas. Isso ameaça a distinção filosófica entre proposições sintéticas e analíticas, que pretendia assegurar um papel filosófico para o trabalho de "análise conceitual".
Um tipo importante de definição extensional é a definição ostensiva, que esclarece o significado de um termo apontando para uma coisa específica, individualmente ou como um exemplo de uma classe. Assim, para dizer o que significa "coelho", é possível apontar para um exemplar de coelho. Esse procedimento foi criticado pelo filósofo e lógico Ludwig Wittgenstein, para quem a própria noção de referente (aquilo para o qual se aponta) só é compreensível dentro de um jogo de linguagem, guiado por regras, e não acessível diretamente. Através da noção de "tradução radical", Quine também criticou essa mesma ideia.

## Definição pelo gênero e pela diferença
A definição por gênero próximo e diferença específica (Genus–differentia definition), tornada famosa por Aristóteles, especialmente em suas aplicações à taxonomia, é um tipo de definição intensional que consiste em duas partes:
1. Um gênero (ou família): uma definição preexistente que vai compor parte da nova definição; trata-se de incluir o definiendum dentro de um conjunto ou gênero conhecido.
2. A diferença: trata-se do elemento distintivo que completa a definição, destacando o definiendum dentro do gênero de que faz parte mediante uma qualidade própria.

Por exemplo, considere estas duas definições:
- Um triângulo: uma figura plana que tem três lados fechados por retas.
- Um quadrilátero: uma figura plana que tem quatro lados fechados por retas.

Nesses casos, as definições expressam um mesmo gênero de coisas: figuras planas. Mas destacam duas diferenças: ter três lados e ter quatro lados. Essas diferenças delimitam um conjunto de coisas dentro de um conjunto mais amplo (o gênero ou a família).
Quando há mais de uma definição pode servir igualmente bem, então todas são aplicadas simultaneamente. Considere o seguinte:
- Um retângulo: um quadrilátero cujos ângulos interiores são todos ângulos retos.
- Um losango: um quadrilátero cujos lados têm igual comprimento.

Agora, considere as seguintes definições de "quadrado", ambas obviamente aceitáveis:
- Um quadrado: um retângulo que é um losango.
- Um quadrado: um losango que é um retângulo.

Portanto, um "quadrado" é membro do gênero "retângulo" e também do gênero "losango". Nesses casos, é conveniente consolidar as definições numa única, tal como:
- Um quadrado: um retângulo e um losango. (ou, de modo equivalente, "um losango e um retângulo").

### Regras para definição pelo gênero e pela diferença
Tradicionalmente, certas regras foram enumeradas para o sucesso de uma definição desse tipo:
1. Uma definição deve exibir o conjunto de atributos essenciais da coisa definida (o definiendum).
2. Definições devem evitar circularidade. Definir, por exemplo, "cavalo" como "membro da espécie equus" não diz coisa alguma sobre como compreender o que "cavalo" quer dizer. Usar termos sinônimos para definir um termo implica circularidade. Esse vício é chamado de circulus in definiendo. Por outro lado, usar termos correlatos ao que se quer definir é aceitável e, às vezes, inevitável: é difícil imaginar como definir "antecedente" sem usar a noção de "consequente".
3. Uma definição não deve ser ampla demais, nem estreita demais. O ideal é que uma definição seja tal, que possa ser aplicada a todos os casos a que se aplica o termo, isto é, não deixe nada de importante de fora, e tal, que evite incluir coisas sobre as quais o termo não se aplica, isto é, não seja abrangente demais.
4. Uma definição não deve ser obscura. Se uma definição pretende esclarecer ou explicar o significado de um termo através de outros termos, então esses termos não podem eles mesmos necessitar de maiores esclarecimentos, sob pena de necessidade de novas definições sucessivas, ad infinitum. Em latim, a violação dessa regra chama-se obscurum per obscurius. O ideal é que os termos do definiens sejam, a princípio, mais compreensíveis que o definiendum.
5. Uma definição não deve ser negativa, quando pode ser positiva, sob pena de abrangência demasiada. Por exemplo, definir "janela" como "ausência de dor" ou definir "saúde" como "ausência de doença". No entanto, às vezes isso pode ser inevitável. "Ponto", por exemplo, é normalmente definido como "algo sem partes" e "cegueira" é normalmente definida como "ausência de visão em criaturas que geralmente a possuem".[7]

Obviamente, uma definição não deve ser auto-contraditória (contradictio in terminis).

### Essência
Para o pensamento filosófico clássico, uma definição era tomada como sendo um enunciado sobre a essência da coisa. Para Aristóteles, uma definição não diz respeito ao significado de uma palavra, mas aos atributos da coisa em si. É exatamente isso o que era uma definição para Aristóteles: a exibição da essência de algo.
Essa ideia à distinção entre essência real e nominal, de modo que, para Aristóteles, seria possível conhecer o significado (nominal) de algo, sem necessariamente conhecer a essência (real). Com base nisso, os lógicos medievais distinguiram entre quid nominis e quid rei. Essa discussão continua na filosofia moderna, com Locke, por exemplo.
Num primeiro momento da filosofia analítica, a época de Bertrand Russell, a preocupação com essências se dissipou. Os positivistas lógicos, como Rudolf Carnap, eram em geral nominalistas, isto é, acreditavam que as palavras eram convenções e não guardavam relação essencial alguma com a natureza das coisas. Porém, mais recentemente, a formalização de Saul Kripke sobre a semântica dos mundos possíveis em lógica modal reviveu o interesse no essencialismo, ao sugerir que as propriedades essenciais de uma coisa são necessárias a ela em todos os mundos possíveis. Kripke refere-se a nomes como designadores rígidos.

## Definições recursivas
Em lógica matemática e ciência da computação, uma definição recursiva (também chamada de definição indutiva)é usada para definir um objeto (ou um conjunto) em termos de si mesmo. Uma definição recursiva de uma função, por exemplo, define valores para certas entradas em termos de valores produzidos por outras entradas para a mesma função.
Uma definição recursiva de um conjunto define todos os elementos desse conjunto através de outros elementos do mesmo conjunto, tomados como base. Por exemplo, uma definição indutiva do conjunto dos números naturais, N:
1. 1 pertence a N.
2. Se o elemento n pertence a N, então o elemento (n+1) pertence a N.
3. N é o menor conjunto que satisfaz as cláusulas 1 e 2.

A condição (3) é comumente chamada de "cláusula de fechamento".
Esse exemplo mostra os três passos comuns à prática da definição recursiva, descritos informalmente a seguir:
1. Pelo menos uma coisa é, por definição, membro do conjunto a ser definido. É o chamado "caso base".
2. Todas as coisas que mantêm certa relação com os membros (base) do conjunto também pertencem a esse conjunto. Esse é o passo recursivo ou indutivo.
3. Todas as outras coisas estão excluídas desse conjunto (fechamento).

Kenneth H. Rosen explica que definições recursivas podem ser usadas para definir conjuntos e funções. Usamos duas etapas para definir uma função com o conjunto dos números inteiros não negativos como seu domínio:
- Passo base: Especifique o valor da função em zero.
- Passo recursivo: Forneça uma regra para encontrar seu valor em um número inteiro a partir dos valores nos números inteiros menores.

Isso é exatamente uma recursão ou definição indutiva.
Suponha que f seja definida recursivamente por
- f(0)= 3,
- f(n+1)= 2f(n)+3.

Encontre f(1), f(2), f(3), f(4).
Solução:
- f(1)= 2f(0)+3= 2•3+3= 9,
- f(2)= 2f(1)+3= 2•9+3= 21,
- f(3)= 2f(2)+3= 2•21+3= 45,
- f(4)= 2f(3)+3= 2•45+3= 93.

### Definição do número e
Passo base
f(0) = 1; g(1) = 1
Passo recursivo
g(m+1) = g(m)/(m+1)
f(m+1) = f(m) + g(m+1), f define e com aproximação, m = 0, 1, 2,...,m .
- f(1) = f(0) + g(1) = 1 + 1 = 2
- f(2) = f(1) + g(2)= 2 + g(1)/(1+1) = 2 + 1/2
- f(3) = f(2) + g(3) = 2 + 1/2 + g(2)/(1+2) = 2 + 1/2 +1/2*1/3 [12]

Outro exemplo de definição recursiva ou indutiva é a definição do conjunto das fórmulas bem formadas na Lógica de Primeira Ordem. Na Lógica de primeira ordem, as fórmulas bem formadas são as palavras sobre o alfabeto da sua linguagem que são de fato fórmulas válidas. Podemos definir recursivamente o conjunto das fórmulas bem formadas (FBF), como sendo o menor conjunto que satisfaz:
- Toda fórmula atômica pertence a FBF;
- Se φ pertence a FBF então ¬φ pertence a FBF;
- Se φ pertence a FBF e ψ pertence a FBF então (φ ∧ ψ) pertence a FBF;
- Se φ pertence a FBF e ψ pertence a FBF então (φ  ψ) pertence a FBF;
- Se φ pertence a FBF e ψ pertence a FBF então (φ → ψ) pertence a FBF;
- Se φ pertence a FBF então ∀xφ pertence a FBF;
- Se φ pertence a FBF então ∃xφ pertence a FBF.